# 녹턴, Op. 48 (쇼팽)
프레데리크 쇼팽의 녹턴, Op. 48은 두 개의 녹턴 세트이다. 1841년 작곡되어 1842년에 발표했다. 쇼팽은 나중에 다른 여러 곡과 함께 2,000프랑에 녹턴의 저작권을 판매했다.

## 녹턴 C단조 Op. 48, 1번

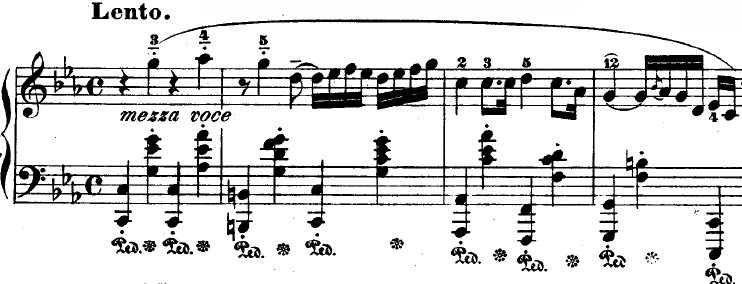
Op.48 No.1

녹턴 C단조 Op. 48, No. 1은 처음에 lento로 표시되어 있으며 4/4 박자이다. 일반적으로 음악의 구성은 삼항 형식이며 AB-A'를 따른다.
이 작품은 소절 25에서 poco più lento 가 되고 C 장조의 코랄인 중간 부분으로 들어간다. 나중에, 포르티시모 옥타브 악절과 이중 옥타브 아르페지오가 특징인 소절 49에서 기술적으로 까다로운 doppio movimento agitato로 이동한다. 마지막으로 이 작품은 매우 빠른 화음 반주와 함께 초기 멜로디의 반복으로 끝난다. 이 작품의 길이는 총 77소절이다.
C단조의 녹턴은 가장 잘 알려진 녹턴 중 하나이며 쇼팽의 가장 위대한 감정적 작품 중 하나로 분류되었다. Theodor Kullak 은 이 작품에 대해 "이 야상곡의 디자인과 시적인 내용은 이 야상곡을 쇼팽이 만든 가장 중요한 작품으로 만든다. 주요 주제는 크나큰 슬픔의 대가적인 표현이다." Jan Kleczyński Sr.는 녹턴을 "녹턴 스타일에서 완전히 벗어나 강력한 중간 동작으로 광범위하고 가장 인상적"이라고 부른다. Charles Willeby와 Frederick Niecks를 비롯한 일부 음악 평론가들은 이 작품이 명성과 지위를 누릴 자격이 없다고 생각한다. James Huneker는 이 평가에 동의하지만, 그는 야상곡이 여전히 "가장 고귀한 야상곡"이라고 말한다. James Friskin "거의 Lisztian "이라고 부르면서 음악이 "야상곡 중 가장 인상적인 기악 효과"를 가지고 있음을 발견했다.
Jim Samson은 야상곡이 "장식을 통해서가 아니라 새로운 질감 배경을 통해" 강화된다고 말한다. Kleczyński는 중간 부분 "는 교반 오소 쿠아시 레시에 말한 여전히 큰 슬픔의 이야기이다 논평, 천상의 하프가 ...에 앞으로 보내는 상처 입은 영혼을, 진정의 노력에 힘이 희망 한 광선을 가져 와서 하늘에서 가장 깊은 고뇌의 외침." Samson에 따르면 결말은 "정교한 ' 여성 결말 '의 성격에 있으며, 양서류 그룹의 반응적인 최종 비트를 분명히 표현한다."

## 녹턴 F단조 Op. 48, 2번

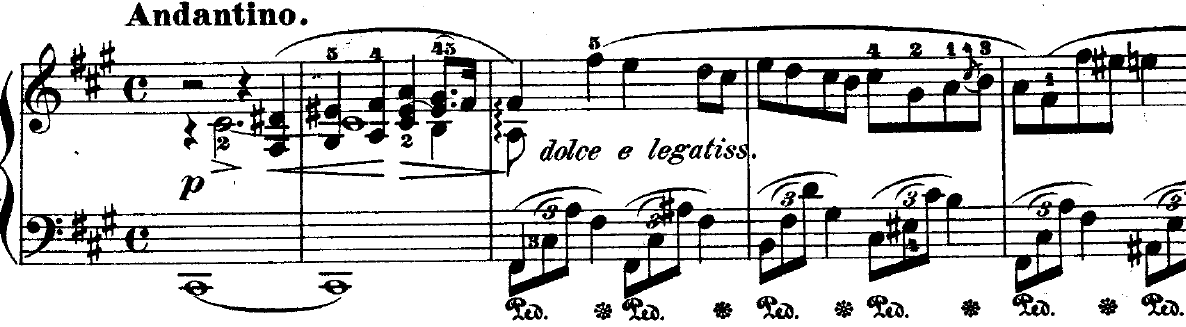
Op.의 오프닝 바. 48 2번.

F-샤프 단조, Op 48, No. 2의 녹턴은 처음에 안단티노 로 표시되어 있으며 4/4 박자이다. 소절 57에서 più lento 로 전환되고 소절 101에서 원래 템포로 돌아간다. 이 작품의 길이는 총 137소절이다.
더 우울한 외부 테마와 비교할 때 중간 섹션인 più lento는 완전히 다르다. 이 곡은 단조에서 장조 (D-플랫) 로 변조되고 박자가 3/4로 변경되고 템포가 감소한다. Frederick Niecks는 중간 섹션이 "더 미세하고" "진정하고 단순한 코드 진행"이 포함되어 있다고 언급했다. 쇼팽은 중간 부분이 레치타티보와 같으며 "폭군이 명령하고 다른 하나는 자비를 구하는" 것처럼 연주해야 한다고 언급했다.

## 참고 문헌
1. ↑  Huneker, James G. (1966). 《Chopin : the man and his music》. New York: Dover Publ. 251쪽. ISBN 0-486-21687-X.
2. ↑  Dubal, David (2004). 《The art of the piano : its performers, literature, and recordings》. Pompton Plains, N.J.: Amadeus Press. 461쪽. ISBN 1-57467-088-3.
3. ↑  Samson, Jim (1985). 《The music of Chopin》. London ; Boston: Routledge & Kegan Paul. 91쪽. ISBN 0-7100-9688-7.
4. ↑  Pollini, Maurizio. “Maurizio Pollini Plays Chopin's Nocturnes”. Deutsche Grammophon. 2009년 4월 30일에 원본 문서에서 보존된 문서. 2009년 3월 19일에 확인함.
5. 1 2  Woodstra, Chris; Brennan, Gerald; Schrott, Allen (2005). 《AllMusic Guide to Classical Music》. Hal Leonard Corporation. 287쪽. ISBN 0-87930-865-6. 2009년 3월 21일에 확인함.
6. 1 2  Dubal (2004), p. 464
7. 1 2  Huneker (1966), pp. 262-263
8. ↑  Huneker (1966), p. 263
9. ↑  Friskin, James; Irwin Freundlich (1973). 《Music for the piano; a handbook of concert and teaching material from 1580 to 1952》. New York: Dover Publications. 106쪽. ISBN 0-486-22918-1.
10. 1 2  Samson (2005), p. 89
11. ↑  Huneker (1966), p. 264